# Nuoto ai Giochi della XXVII Olimpiade - 200 metri rana maschili
Si sono svolte 7 batterie di qualificazione. I prime 16 atleti si sono qualificati per le semifinali.

## Batterie
19 settembre 2000

### 1ª batteria
| Posizione | Atleta          | Paese     | Tempo   |
| --------- | --------------- | --------- | ------- |
| 1         | Andres Bicocca  | Argentina | 2:20.98 |
| 2         | Ngoc Anh Nguyen | Vietnam   | 2:29.54 |
| 3         | Leonard Ngoma   | Zambia    | 2:32.90 |

### 2ª batteria
| Posizione | Atleta                | Paese        | Tempo       |
| --------- | --------------------- | ------------ | ----------- |
| 1         | Alexandr Tkachev      | Kirghizistan | 2:15.63     |
| 2         | Oleg Lisogor          | Ucraina      | 2:18.28     |
| 3         | Jarno Pihlava         | Finlandia    | 2:19.76     |
| 4         | Jeremy Daniel Knowles | Bahamas      | 2:20.31     |
| 5         | Sergey Voytsekhovich  | Uzbekistan   | 2:30.23     |
| -         | Vadim Tatarov         | Moldavia     | Non partito |

### 3ª batteria
| Posizione | Atleta                  | Paese         | Tempo   |
| --------- | ----------------------- | ------------- | ------- |
| 1         | Joe Kyong-Fan           | Corea del Sud | 2:19.16 |
| 2         | Tsung-Chueh Li          | Taipei cinese | 2:19.30 |
| 3         | Raiko Pachel            | Estonia       | 2:19.71 |
| 4         | Francisco Suriano       | El Salvador   | 2:20.10 |
| 5         | Alvaro Fortuny Lopez    | Guatemala     | 2:21.78 |
| 6         | Muhammad Akbar Nasution | Indonesia     | 2:23.18 |
| 7         | Chi Kin Tam             | Hong Kong     | 2:24.04 |
| 8         | Juan José Madrigal      | Costa Rica    | 2:24.49 |

### 4ª batteria
| Posizione | Atleta                 | Paese         | Tempo   |
| --------- | ---------------------- | ------------- | ------- |
| 1         | Daniel Malek           | Rep. Ceca     | 2:14.10 |
| 1         | Marek Krawczyk         | Polonia       | 2:16.08 |
| 3         | Valery Kalmikovs       | Lettonia      | 2:16.21 |
| 4         | Jakob Jóhann Sveinsson | Islanda       | 2:17.86 |
| 5         | Andrew Bree            | Irlanda       | 2:18.14 |
| 6         | Steven Ferguson        | Nuova Zelanda | 2:19.31 |
| 7         | Tal Stricker           | Israele       | 2:19.33 |
| 8         | Ratapong Sirisanont    | Thailandia    | 2:23.95 |

### 5ª batteria
| Posizione | Atleta            | Paese       | Tempo   |
| --------- | ----------------- | ----------- | ------- |
| 1         | Ryan Mitchell     | Australia   | 2:14.69 |
| 2         | Martin Gustavsson | Svezia      | 2:15.02 |
| 3         | Akira Hayashi     | Giappone    | 2:15.54 |
| 4         | Roman Sloudnov    | Russia      | 2:16.26 |
| 5         | Tom Wilkens       | Stati Uniti | 2:16.30 |
| 6         | Aljaksandr Hukaŭ  | Bielorussia | 2:16.93 |
| 7         | Benno Kuipers     | Paesi Bassi | 2:17.03 |
| 8         | Zhu Yi            | Cina        | 2:21.60 |

### 6ª batteria
| Posizione | Atleta              | Paese       | Tempo       |
| --------- | ------------------- | ----------- | ----------- |
| 1         | Davide Rummolo      | Italia      | 2:12.75     |
| 2         | Domenico Fioravanti | Italia      | 2:15.04     |
| 3         | Terence Parkin      | Sudafrica   | 2:15.06     |
| 4         | Norbert Rózsa       | Ungheria    | 2:15.27     |
| 5         | Yohann Bernard      | Francia     | 2:15.35     |
| 6         | Kyle Salyards       | Stati Uniti | 2:15.75     |
| 7         | Adam Whitehead      | Regno Unito | 2:17.16     |
| -         | Jens Kruppa         | Germania    | Non partito |

### 7ª batteria
| Posizione | Atleta            | Paese      | Tempo   |
| --------- | ----------------- | ---------- | ------- |
| 1         | Morgan Knabe      | Canada     | 2:14.18 |
| 2         | Maxim Podoprigora | Austria    | 2:14.37 |
| 3         | Stéphan Perrot    | Francia    | 2:14.79 |
| 4         | Regan Harrison    | Australia  | 2:14.85 |
| 5         | Dmitri Komornikov | Russia     | 2:15.70 |
| 6         | Kōsuke Kitajima   | Giappone   | 2:15.71 |
| 7         | José Couto        | Portogallo | 2:18.08 |
| 8         | Elvin Chia        | Malaysia   | 2:26.84 |

## Semifinali
19 settembre 2000

### 1° semifinale
| Posizione | Atleta            | Paese       | Tempo   |
| --------- | ----------------- | ----------- | ------- |
| 1         | Kyle Salyards     | Stati Uniti | 2:13.38 |
| 2         | Daniel Malek      | Rep. Ceca   | 2:13.46 |
| 3         | Yohann Bernard    | Francia     | 2:13.48 |
| 4         | Terence Parkin    | Sudafrica   | 2:13.57 |
| 5         | Dmitri Komornikov | Russia      | 2:13.95 |
| 6         | Maxim Podoprigora | Austria     | 2:14.20 |
| 7         | Stéphan Perrot    | Francia     | 2:14.29 |
| 8         | Martin Gustavsson | Svezia      | 2:15.23 |

### 2° Semifinale
| Posizione | Atleta              | Paese        | Tempo   |
| --------- | ------------------- | ------------ | ------- |
| 1         | Domenico Fioravanti | Italia       | 2:12.37 |
| 2         | Davide Rummolo      | Italia       | 2:13.23 |
| 3         | Regan Harrison      | Australia    | 2:13.75 |
| 4         | Ryan Mitchell       | Australia    | 2:13.87 |
| 5         | Morgan Knabe        | Canada       | 2:14.01 |
| 6         | Norbert Rózsa       | Ungheria     | 2:14.67 |
| 7         | Akira Hayashi       | Giappone     | 2:15.16 |
| 8         | Alexandr Tkachev    | Kirghizistan | 2:16.90 |

## Finale
20 settembre 2000
| Posizione | Atleta              | Paese       | Tempo   |
| --------- | ------------------- | ----------- | ------- |
|           | Domenico Fioravanti | Italia      | 2:10.87 |
|           | Terence Parkin      | Sudafrica   | 2:12.50 |
|           | Davide Rummolo      | Italia      | 2:12.73 |
| 4         | Regan Harrison      | Australia   | 2:12.88 |
| 5         | Daniel Malek        | Rep. Ceca   | 2:13.20 |
| 6         | Kyle Salyards       | Stati Uniti | 2:13.27 |
| 7         | Yohann Bernard      | Francia     | 2:13.31 |
| 8         | Ryan Mitchell       | Australia   | 2:14.00 |